# Kirrwiller-Bosselshausen
Kirrwiller-Bosselshausen je bivša občina v departmaju Bas-Rhin francoske regije Alzacija.
Leta 1990 je v občini živelo 647 oseb oz. 79 oseb/km².